# Alsodes igneus
Espèce
Statut de conservation UICN

 VU  : Vulnérable
Alsodes igneus est une espèce d'amphibiens de la famille des Alsodidae.

## Répartition
Cette espèce est endémique du lac Malleco dans la province de Malleco dans la région d'Araucanie au Chili. Elle se rencontre dans la commune de Curacautín dans le Parc national Tolhuaca dans la forêt de Nothofagus du versant Ouest des Andes à environ 920 m d'altitude.

## Publication originale
- Cuevas & Formas, 2005 : A new frog of the genus Alsodes (Leptodactylidae) from the Tolhuaca National Park, Andes Range, southern Chile. Amphibia-Reptilia, vol. 26, no 1, p. 39-48.